# Mistrzostwa Europy w Lekkoatletyce 1934 – sztafeta 4 × 400 m mężczyzn
Sztafeta 4 × 400 metrów mężczyzn był jedną z konkurencji rozgrywanych podczas I Mistrzostw Europy w Turynie. Wystartowało szesnastu zawodników z czterech reprezentacji narodowych. Rywalizację rozegrano 9 września 1934 roku na Stadionie im. Benito Mussoliniego. Zwycięzcą tej konkurencji została ekipa III Rzeszy: Helmut Hamann, Hans Scheele, Harry Voigt i Adolf Metzner.

## Wyniki
Do startu były zgłoszone jeszcze dwie sztafety, czechosłowacka i fińska, lecz nie pojawiły się one na starcie.
| Miejsce | Zawodnicy                                                                    | Czas   |
| ------- | ---------------------------------------------------------------------------- | ------ |
|         | III Rzesza (Helmut Hamann, Hans Scheele, Harry Voigt, Adolf Metzner)         | 3:14,1 |
|         | Francja (Robert Paul, Georges Guillez, Raymond Boisset, Pierre Skawinski)    | 3:15,6 |
|         | Szwecja (Sven Strömberg, Pelle Pihl, Gustaf Ericson, Bertil von Wachenfeldt) | 3:16,6 |
| 4       | Włochy (Giacomo Carlini, Angelo Ferrario, Mario Rabaglino, Ettore Tavernari) | 3:19,0 |